# Johanna Bernardina Jeanne Koopman

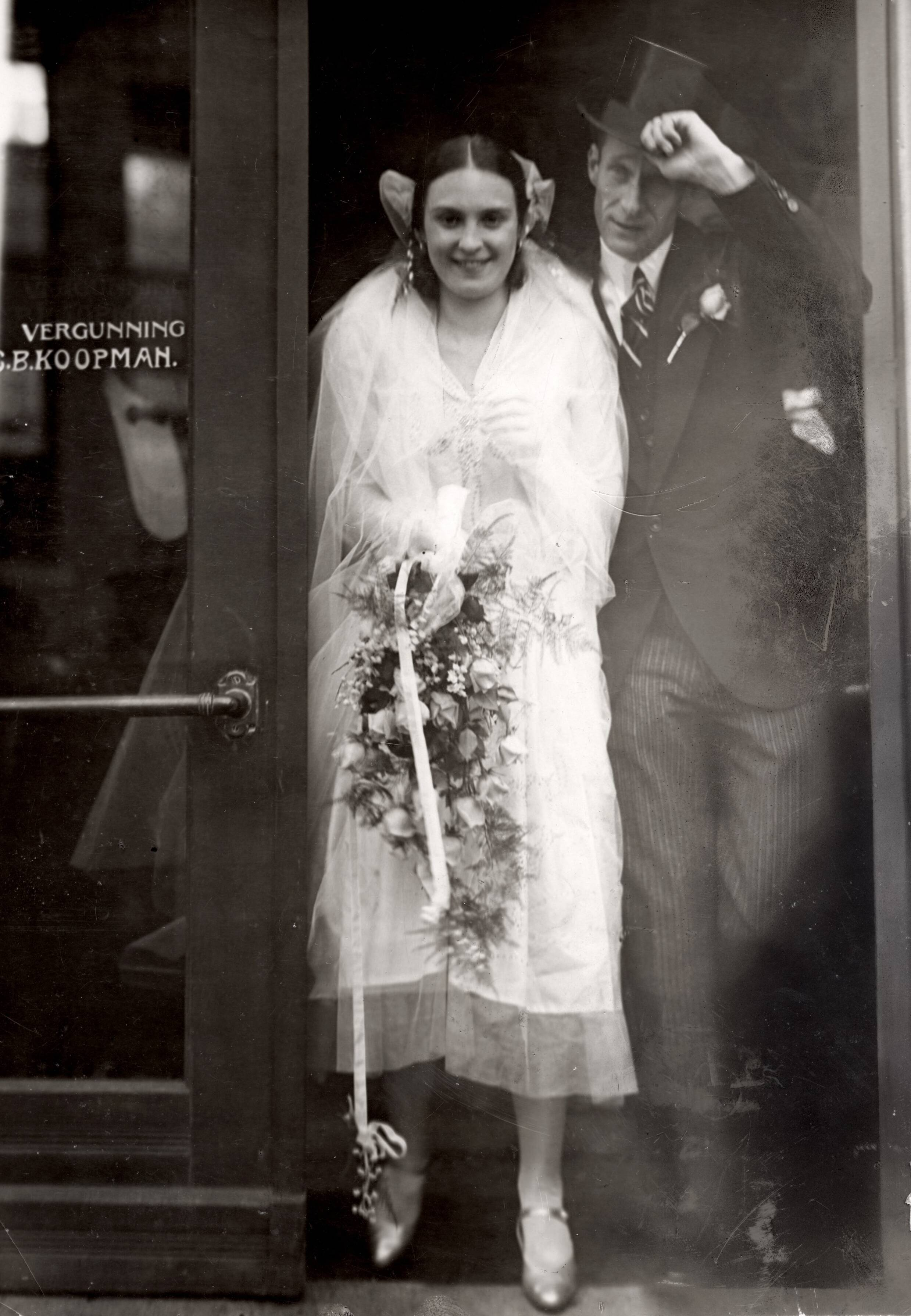
Bruiloft Jopie Koopman & Klaas Breeuwer (30 oktober 1929)

Johanna Bernardina Jeanne (Jopie) Koopman (Amsterdam, 18 november 1908 – Amstelveen, 9 april 1981) was in 1929 de eerste Miss Holland.

## Miss Holland
Jopie Koopman was serveerster in café De Karseboom op de dam in Zaandam, het café van haar vader. In een tijd dat vrouwen nog geen make-up droegen, maar de vrouwenemancipatie was gestart, werd in het Tuschinski-theater in Amsterdam de eerste Miss Holland-verkiezing gehouden. Jopie Koopman won de titel en nam deel aan de Miss Universe-verkiezing op 11 juni 1929 in Galveston, Amerika. Zij trouwde kort daarna met de voetballer Klaas Breeuwer.

## Opvolgsters
Haar opvolgster in 1930 was Emmy Kuster (1901-1968), in kranten abusievelijk als Kusters vermeld. Na slechts een dag werd zij echter gediskwalificeerd, omdat zij ouder bleek te zijn dan 25. De nummer twee van de verkiezingen, Rie van der Rest, werd daarop Miss Holland. Rie deed ook mee aan de Miss Universe-verkiezing, maar won niet. 
Miss Holland 1931, Mary Lelyveld, werd in de Tweede Wereldoorlog met haar man en kind in Sobibór vergast.

## Familie
Jopie was een nicht van actrice en zangeres Johanna Bernardina Koopman, waarmee ze op websites regelmatig wordt verward.

## Publicatie
- Mark Traa: De mooiste van het land. Opkomst en ondergang van Miss Holland (1929-1937). Amsterdam, Athenaeum, 2015. ISBN 9789025307073